# Liliana Picciotto
Liliana Picciotto (née le 23 juin 1947 au Caire) est une politologue et historienne italienne qui traite d' histoire de l'art et de la littérature , de la musique et de la culture juive en Italie, en particulier des déportations des années 1943-1945.

## Publications principales
- (it) L'occupazione tedesca e gli Ebrei di Roma. Documenti e fatti, Carucci Editore, Rome, 1979.
- (it) Il libro della memoria. Gli ebrei deportati dall'Italia (1943 - 1945), Milan, Mursia, 1991.
- (it) Per ignota destinazione: gli ebrei sotto il nazismo, Arnoldo Mondadori, Milan, 1994.
- (it) I giusti d'Italia, Mondadori - Yad Vashem, Milan, 2006.
- (it) L'alba ci colse come un tradimento. Gli ebrei nel campo di Fossoli, 1943-1944, Mondadori, Milan, 2010.
- (it)  Salvarsi. Gli ebrei d’Italia sfuggiti alla Shoah 1943-1945, Einaudi, 2017[1].
- Le rôle du camp de Fossoli dans la Shoah italienne, traduit de l’italien par Léa Drouet dans Revue d’Histoire de la Shoah 2016/1 (N° 204)[2].